# Острів Мордвинова
О́стрів Мордви́нова, або Елефа́нт (англ. Elephant Island) — покритий льодом острів в архіпелазі Південні Шетландські острови. Острів розташований приблизно за 1300 км на північний захід від Південної Джорджії і за 900 км на південний схід від мису Горн.

## Назва
На пострадянському просторі, окрім трьох балтійських країн, відомий під назвою «острів Мордвинова». Перша російська експедиція до південних полярних морів 1819-1821 рр. під керівництвом Фабіана Готтліба фон Беллінсгаузена  відкрила острів у 1819 році і назвала його на честь російського адмірала С. І. Мордвинова. В інших країнах прийнята інша назва — «острів Елефант» (буквально: «Слон»), яку дав у 1821 році англійський капітан Джордж Пауелл, один з перших антарктичних дослідників. Таку назву острів отримав завдяки обрисам, дещо схожим на голову слона (див. карту) і завдяки стадам морських слонів, яких Пауелл бачив на березі.

## Географія

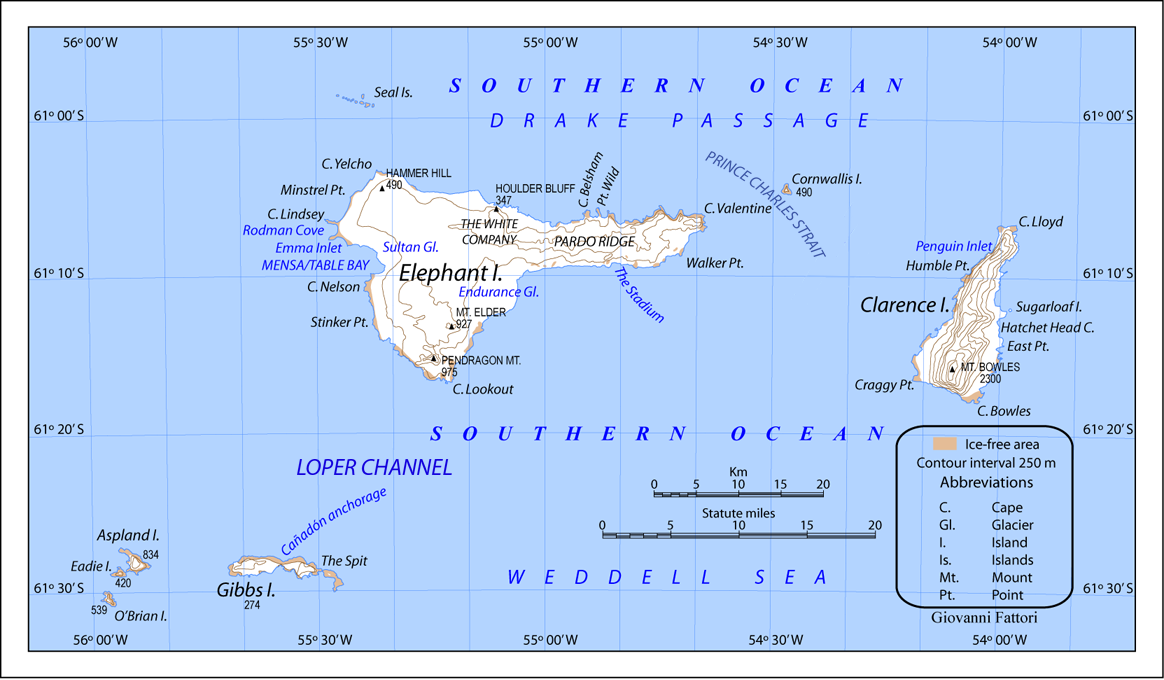
Карта острова Мордвинова з навколишніми островами

Розміри острова — 47 на 27 кілометрів у напрямку з заходу на схід. Найвища точка острова — 852 метрів над рівнем моря (хребет Парду). Географічні об'екти острова: мис Єлчо, мис Валентин і мис Лукаут (Оглядовий) на північно-східному і південному краях та Кінець Уайлд, коса на північному березі. Головний льодовик — льодовик Енд'юренс.
Погода переважає помірно туманна з рясним снігом, швидкість вітрів сягає 160 км/год.
На острові відсутні якісь значні флора та фауна, хоча зустрічаються мандрівні субантарктичні пінгвіни і тюлені (морські слони). Антарктичні пінгвіни гніздяться на острові у період розмноження. Відсутність місць для якірної стоянки робить неможливим влаштування постійних людських поселень, хоча завдяки своєму географічному розташуванню острів міг стати зручним місцем для наукової і риболовної бази.

## Історія

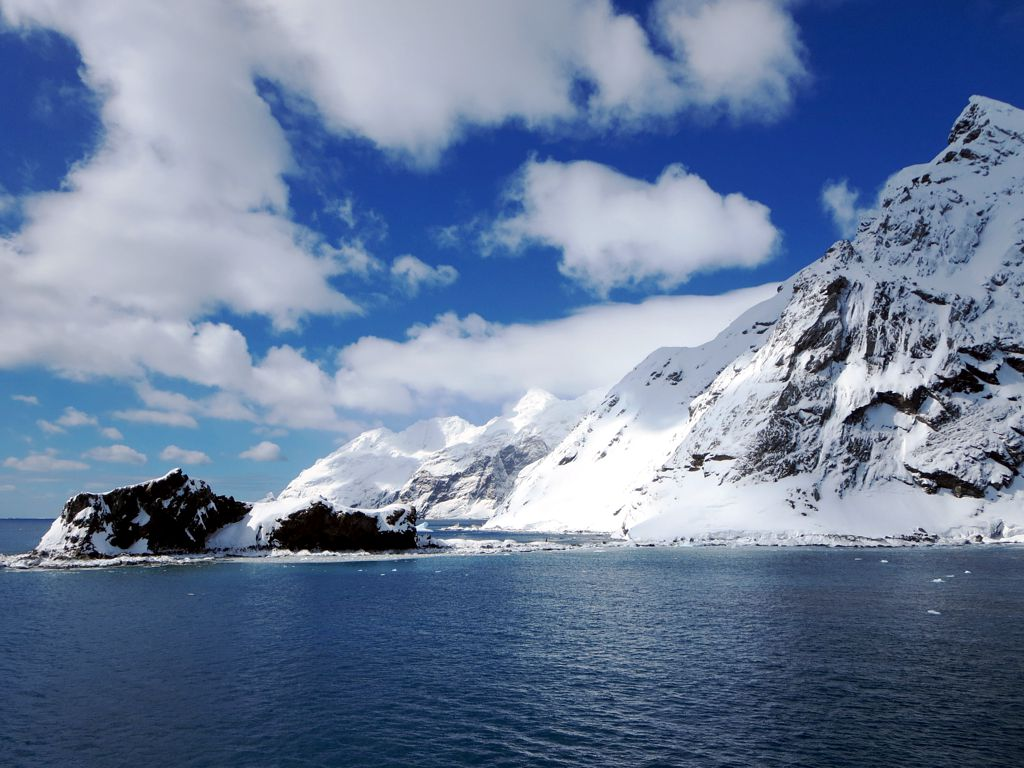
Острів Мордвінова з моря. Фото Національного управління океанічних і атмосферних досліджень

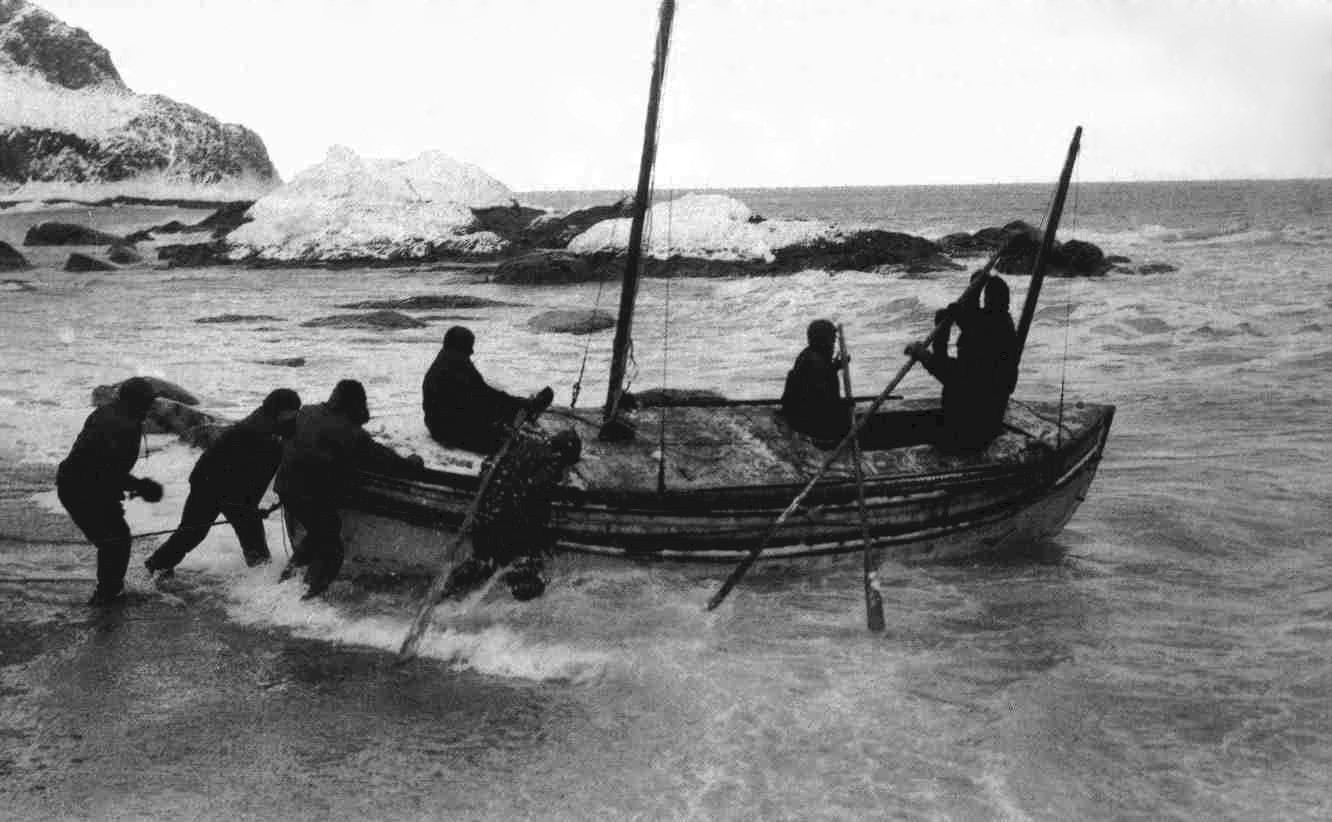
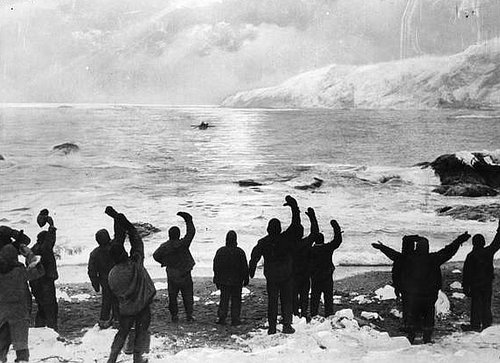
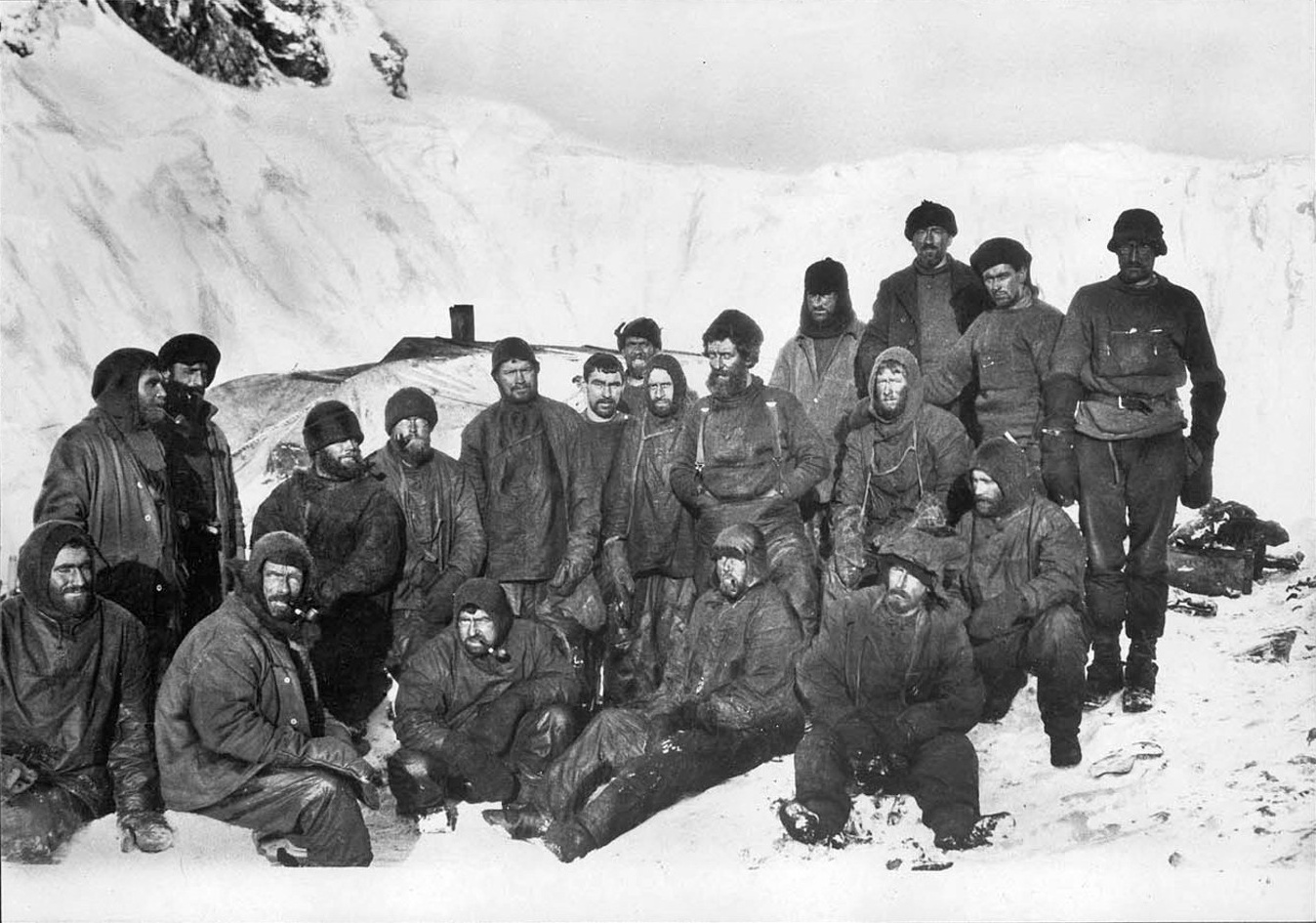

Острів був відкритий експедицією Ф. Ф. Беллінсгаузена у 1819 році і названий на честь адмірала С. І. Мордвинова. Два роки потому біля острова на кораблі «Еліза» пропливав англійський мисливець тюленів і полярний дослідник Джордж Пауелл. Не знаючи про відкриття цієї землі експедицією Беллінсгаузена, він повторно «відкриває» острів і дає йому назву «Слонячого» («Елефант»), під якою він відомий майже всьому світу.
Острів став відомішим по закінченні Імперської трансантарктичної експедиція Шеклтона (1914—1917), коли 14 квітня 1916 року на ньому висадилися 28 членів команди розчавленого штормом у морі Ведделла судна «Ендьюранс». 17 квітня учасники експедиції заснували табір на мисі Уайлд (названий на честь Френка Уайлда — заступника  Шеклтона), де під керівництвом Уайльда провели зимівлю до 30 серпня 1916 року, поки не були евакуйовані Шеклтоном у Пунта-Аренас.